# Nicolas Leboissetier
Pas d'image ? Cliquez ici
Nicolas Leboissetier, né le 5 juin 1971 à Laval en Mayenne, est un ancien pilote automobile français.